# Rocinante

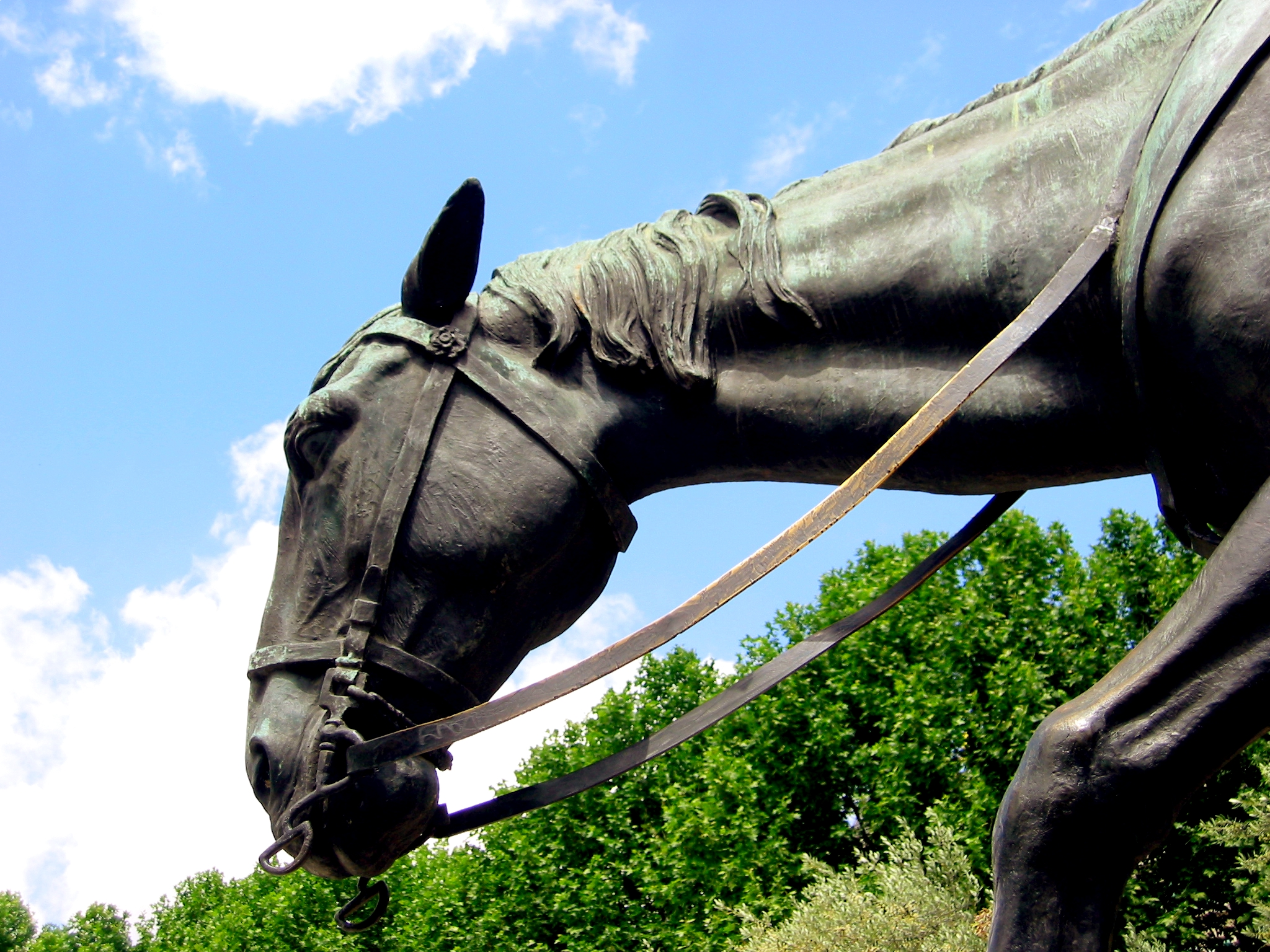
Rocinante, detail van het Madrileense monument voor Cervantes.

Rocinante is Don Quichots paard, in het boek Don Quichot van la Mancha geschreven door Miguel de Cervantes in het begin van de zeventiende eeuw.

## Naamgeving
Rocín in het Spaans betekent werkpaard of knol, paard van lage kwaliteit, maar ook analfabeet en ruwe man. Er zijn vergelijkbare woorden in het Frans (Roussin; rosse), Portugees (rocim) en Italiaanse (ronzino).
Zoals het verhaal beschrijft in hoofdstuk 1 over de naamgeving van Don Quichots ros, werden "vier dagen doorgebracht in het bedenken van welke naam ze aan hem zouden geven."
Later gebruikte John Steinbeck deze naam voor zijn camper waarmee hij zijn reis door Amerika maakte in 1960, dat resulteerde in zijn boek Travels with Charley.